# Hrani, Dubrovîțea
Hrani (în ucraineană Грані) este un sat în comuna Trîputnea din raionul Dubrovîțea, regiunea Rivne, Ucraina.

## Demografie
Componența lingvistică a localității Hrani
     Ucraineană (98,15%)
     Rusă (1,85%)
Conform recensământului din 2001, majoritatea populației localității Hrani era vorbitoare de ucraineană (98,15%), existând în minoritate și vorbitori de rusă (1,85%).